# Periplus Maris Erythraei
Periplus Maris Erythraei ali Periplus Eritrejskega morja (koine Περίπλους τῆς Ἐρυθρᾶς Θαλάσσης, latinizirano: Períplous tē̂s Erythrâs Thalássēs) je grško-rimski seznam pristanišč ter pomorskih poti, napisan v koine grščini, ki opisuje trgovske povezave ter navigacijo iz rimsko-egipčanskih pristanišč, kot so Berenice Trogloditica ob obali Rdečega morja in drugih vzdolž Afriškega roga, Perzijskega zaliva, Arabskega morja in Indijskega oceana, vključno s Sindom v Pakistanu in jugozahodnimi regijami Indije.
Besedilo je bilo datirano med 1. in 3. stoletje, vendar je današnja najpogostejša datacija sredina 1. stoletja. Čeprav avtor ni znan, gre za opis poznavalca in je skoraj edinstven v zagotavljanju natančnega vpogleda v starogrško znanje o deželah ob Indijskem oceanu.

## Ime
Periplus (grško περίπλους, prečrkov. períplous, dobes. "jadranje naokoli") je ladijski dnevnik, v katerem so zabeleženi poteki plovbe ter trgovske, politične in etnološke podrobnosti o obiskanih pristaniščih. V dobi, preden so bili zemljevidi v splošni rabi, je deloval kot kombinacija atlasa in popotniškega priročnika.
'Eritrejsko morje' (grško Ἐρυθρὰ Θάλασσα, prečrkov. Erythrà Thálassa, dobes. "rdeče morje") je bila starodavna geografska oznaka, ki je vedno vključevala Adenski zaliv med Arabijo Feliks in Afriškim rogom in je bila pogosto razširjena na območje današnjega Rdečega morja, Perzijskega zaliva in Indijskega oceana kot enotnega morskega območja.

## Datacija in avtorstvo
Bizantinski rokopis iz 10. stoletja, ki tvori osnovo sedanjega znanja o Periplusu, delo pripisuje Arianu, vendar brez boljšega razloga kot zaradi njegovega avtorstva dela Períplous tou Efxínou Pódou (Periplus Evksinskega morja).
Zgodovinska analiza, ki jo je objavil Wilfred Harvey Schoff leta 1912, je zožila datum besedila na 59–62 n. št., kar je v skladu z današnjimi ocenami sredine 1. stoletja. Schoff dodatno podaja zgodovinsko analizo glede prvotnega avtorstva besedila in zaključi, da je bil avtor »egiptovski Grk in rimski podanik«. Po Schoffovih izračunih bi se to zgodilo v času Tiberija Klavdija Balbila, ki je bil po naključju tudi egiptovski Grk.
Schoff nadaljuje z ugotovitvijo, da avtor ni mogel biti »visoko izobražen človek«, kot je »razvidno iz njegovega pogostega mešanja grških in latinskih besed ter njegovih okornih in včasih neslovničnih konstrukcij«. Zaradi »odsotnosti kakršnega koli poročila o potovanju navzgor po Nilu in čez puščavo iz Koptosa«, Schoff raje določi avtorjevo prebivališče za Bereniko in ne Aleksandrije«.
John Hill  v svoji ključni knjigi The Periplus Maris Erythraei: Text with Introduction, Translation and Commentary trdi, da »se Periplus zdaj lahko zanesljivo datira med 40 in 70 n. št. in verjetno med 40 in 50 n. št.